# 春日村 (広島県)
春日村（かすがむら）は、広島県深安郡にあった村。現在の福山市の一部にあたる。

## 地理
芦田川の下流域、蔵王山の東南に位置していた。

## 歴史
- 1889年（明治22年）4月1日、町村制の施行により、深津郡浦上村、能島村、吉田村、宇山村が合併して村制施行し、春日村が発足[1][2]。旧村名を継承した浦上、能島、吉田、宇山の4大字を編成[2]。
- 1898年（明治31年）10月1日、郡の統合により深安郡に所属[1][2]。
- 1955年（昭和30年）3月31日、深安郡大津野村、坪生村と合併し、町制施行し深安町を新設して廃止された[1][2]。

## 産業
- 農業、果樹（モモ）、養蚕[2]